# إرفينغ برايس
إرفينغ برايس (بالإنجليزية: Irving Price)‏ هو شخصية أعمال أمريكي، ولد في 21 سبتمبر 1884، وتوفي في 23 نوفمبر 1976.

## وصلات خارجية
- إرفينغ برايس على موقع إن إن دي بي (الإنجليزية)